# Allochorema tasmanicum
Allochorema tasmanicum là một loài Trichoptera trong họ Hydrobiosidae. Chúng phân bố ở miền Australasia.